# Telsimiini
Telsimiini – plemię chrząszczy z rodziny biedronkowatych i podrodziny Coccinellinae. Obejmuje 57 opisanych gatunków.

## Morfologia
Chrząszcze o silnie wysklepionym, w zarysie krótko-owalnym ciele długości od 1 do 2,5 mm. Ubarwienie mają zwykle jednolicie błyszcząco czarne lub czarne z zielonkawym połyskiem, rzadko pokrywy są dwubarwne. Wierzch ciała u niemal wszystkich gatunków jest wyraźnie porośnięty owłosieniem.
Głowa jest silnie poprzeczna, zaopatrzona w duże, zbudowane z drobnych omatidiów oczy oraz bardzo krótkie, zbudowane z od pięciu do siedmiu członów czułki. Krótki nadustek całkowicie nakrywa wargę górną i jest po bokach przedłużony w listewki nakrywające od góry podstawy czułków i dzielące częściowo lub całkowicie oczy. Każda żuwaczka ma ząb przedwierzchołkowy, dobrze wykształconą, zesklerotyzowaną molę i ząb molarny. Szczęki mają silnie rozszerzone bocznie kotwiczki i uwstecznione żuwki wewnętrzne. Głaszczki szczękowe mają wierzchołek ostatniego członu lekko zwężony lub ukośnie ścięty. Warga dolna ma trapezowatą bródkę oraz zaopatrzony w dołek pośrodku i rozwidlony wyrostek na przedzie przedbródek. Głaszczki wargowe mają stożkowaty człon ostatni.
Przedplecze jest silnie poprzeczne, o obrzeżonych krawędziach przedniej i bocznych. Kąty przednie przedplecza nie są oddzielone od jego dysku dodatkowymi linami lub listewkami. Między pokrywami widnieje mała, trójkątna tarczka. Pokrywy cechują się o mocno zwężającymi się ku szczytowi, ale osiągającymi go epipleurami. Przedpiersie ma wyrostek międzybiodrowy zbliżony szerokością do bioder, lekko wypukły, na szczycie ścięty, pozbawiony żeberek, grubo punktowany. Śródpiersie jest szerokie, płytko wykrojone pośrodku przedniej krawędzi, z tyłu oddzielone szwem od zapiersia zaopatrzonego w linie zabiodrowe. Odnóża mają rozszerzone uda, pozbawione ostróg golenie oraz trójczłonowe stopy, zwieńczone niezmodyfikowanymi, zaopatrzonymi w wyrostek lub rozdwojonymi pazurkami.
Odwłok ma pięć widocznych na spodzie sternitów (wentrytów), z których dwa pierwsze są częściowo zespolone, ale z dobrze zaznaczonym szwem. Wentryt piąty jest tak długi jak te od drugiego do czwartego razem wzięte. Genitalia samca mają symetryczny tegmen, zredukowane do postaci prętowatej paramery, krótki płat środkowy edeagusa oraz zredukowane lub całkiem zanikłe spiculum gastrale. Genitalia samicy mają niezesklerotyzowaną spermatekę oraz długie gonokoksyty, z których każdy ma na szczycie wydatny stylik z parą szczecinek.

## Ekologia i występowanie
Przedstawiciele rodzaju naturalnie zamieszkują Afrykę, Azję Wschodnią, Południową i Południowo-Wschodnią, Nową Gwineę, Australię i Oceanię. Ponadto niektóre gatunki introdukowano w Mikronezji, na Hawajach i w Kalifornii. Mimo szerokiego rozprzestrzenienia rodzaju poszczególne gatunki często mają dość ograniczone zasięgi. W Chinach stwierdzono występowanie 20 gatunków, a w Australii 17.
Zarówno larwy, jak i owady dorosłe są drapieżnikami żerującymi na czerwcach (kokcydofagi), w tym na tarcznikowatych, gwiazdoszowatych i Eriococcidae.

## Taksonomia
Takson ten wprowadzony został po raz pierwszy w 1899 roku przez Thomasa Lincolna Caseya. Jeszcze w pierwszej dekadzie XXI wieku klasyfikowany był w podrodzinie Chilocorinae. Współcześnie podrodzina ta nie jest już wyróżniana, a Telsimiini wraz z większością plemion biedronkowatych umieszczane są wśród Coccinellinae.
Do plemienia tego należy 57 opisanych gatunków, sklasyfikowanych w dwóch rodzajach:
- Hypocyrema Blackburn, 1892
- Telsimia Casey, 1899